# Washington Maguetas
Washington Luiz da Costa Maguetas, que assina suas obras como W. Maguetas, (Taquaritinga, 5 de julho de 1942) é um pintor, escultor, artista plástico, poeta e professor; integrante do movimento impressionista brasileiro, chamado também de "Impressionismo Tropical".

## Biografia
Ainda criança, em 1950 realiza seus primeiros trabalhos artísticos criando esculturas em argila. Já em 1959, por sua cidade de nascimento, Maguetas ganha uma bolsa de estudos; neste mesmo ano participa do 25º Salão Paulista de Belas Artes com a pintura "Missa na doação das terras de São Sebastião dos Coqueirais"
Na década de 1960, como professor, passa a ensinar técnicas de pintura e artes. Nesta mesma época Magueta projeta diferentes esculturas e encarrega-se de auxiliar o artista Oscar Valzacchi na pintura de igrejas.
Desde 1962, na cidade de Novo Horizonte, estão duas das mais importantes obras artísticas públicas de Washington Maguetas; a Fonte Luminosa e os Santos que adornam a cúpula da Igreja Matriz de São José; ambas atrações situadas nos arredores da Praça Dr. Euclydes Cardoso Castilho. Sendo que a Fonte Luminosa foi desenvolvida através de um projeto que iniciou-se em 1959, quando Maguetas, aos 17 anos de idade, foi escolhido como o escultor por Euclydes Castilho, que após uma viagem ao continente europeu desejou que sua cidade tivesse uma bela fonte pública, de inspiração europeia.
Entre as décadas de 1970 e 1980 participa de diferentes exposições artísticas realizadas no Brasil e, a partir de 1988, inicia a divulgação internacional de seu trabalho em eventos como uma exposição individual em Caracas, na Venezuela, a Feira Mundial de Osaka e a doação de sua obras para o Museu de Atami, ambas últimas no Japão.
O artista contabiliza obras suas expostas em diversas pinacotecas de diferentes países ao redor do mundo. Maguetas é considerado o criador do chamado Trimaismo, que consiste em fazer uso três ou mais recursos técnicos sobre o suporte convencionais da tela ou painel, onde o aspecto visual é acompanhado de uma poesia que são sempre relativas às obras, além do não compromisso com as teorias das escolas artísticas já existentes.
Suas obras destacam-se a natureza morta, paisagens tipicamente brasileiras, retratos e interiores, sendo que esta última trabalha especificamente as obras que representam cenas do cotidiano doméstico; em todas acaba fazendo uso do jogo formado pelos efeitos de luz e sombra.
As obras de Washington Maguetas chamaram a atenção de falsificadores internacionais. Em 2013, após descobrir por si mesmo a fraude de suas obras na internet, Maguetas acusou um site de vendas chinês de prejudicar seu trabalho artístico, já que vendia copias falsificadas de suas pinturas por um preço bem abaixo do real valor de mercado; além disso o artista também afirmou que tal fato violava seus claros direitos autorais e financeiros. Além de obras de Maguetas, o site vendia reproduções como as de Van Gogh e Monet por preços módicos. Após a denúncia, o site eliminou do seu banco de dados as obras de Washington Maguetas.
Atualmente o Washington Maguetas recebe visitas ao seu ateliê, localizado na Rua General Glicério nº 1061, na cidade de Taquaritinga.

## Homenagens
Em 2012, sobre a vida e a obra artística de Washington Maguetas, foi realizado o documentário W. Maguetas - Cores do Sentimento, tendo sido dirigido por Juliano A. Sartori. Antes disto, em 2009 foi publicado o livro 2009
Lançamento do livro W.Maguetas – Vida e Obras.
Desde 2018 a cidade de Taquaritinga, no dia de aniversário de nascimento de Maguetas, comemora o o "Dia Municipal do Artista Impressionista".
Também recebeu convite da Secretaria Estadual de Educação de São Paulo para participar do projeto ‘Pintores Brasileiros’; objetivo do projeto é incentivar nos alunos o desenvolvimento do conhecimento artístico.